# Paraophiodina scolecoides
Paraophiodina scolecoides is een soort in de taxonomische indeling van de Myzozoa, een stam van microscopische parasitaire dieren. Het organisme komt uit het geslacht Paraophiodina en behoort tot de familie Ganymedidae. Paraophiodina scolecoides werd in 1994 ontdekt door Jones, Overstreet, Lotz & Frelier.